# Intolérance aux protéines avec lysinurie
 Mise en garde médicale
L'intolérance aux protéines avec lysinurie se manifeste après l'arrêt de l'allaitement maternel : les principales manifestations comprennent des vomissements, des diarrhées, des épisodes de coma après un repas riche en protéines, un refus des aliments riches en protéines, des troubles de la croissance, une hépatosplénomégalie et une hypotonie. Avec le temps d'autres manifestations apparaissent : troubles pulmonaires, rénaux et hématologiques. L'ostéoporose est une complication fréquente.

## Sources
- (en) Gianfranco Sebastio, Simona Fecarotta, Maria Pia Sperandeo, Lysinuric Protein Intolerance in GeneTests: Medical Genetics Information Resource (database online). Copyright, University of Washington, Seattle. 1993-2006